# 双溪镇 (洪江市)
双溪镇，是中华人民共和国湖南省怀化市洪江市下辖的一个乡镇级行政单位。

## 行政区划
双溪镇下辖以下地区：
双溪铺社区、盛兴社区、双溪村、烟溪村、塘冲湾村、严家团村、大马村、磨里坪村、毛田村、泥溪村、山门村、大禾田村、梓木冲村、桐坪村、梅元冲村、红花村、高山村和尖坡村。